# Christian Hincheldey
Christian Hincheldey (6. marts 1729 i Nykøbing Falster – 7. januar 1793 i Nykøbing Falster ) var en dansk Justistråd, handelsmand og godsejer.
Faderen, Edvard Hincheldey (død 1775), som var rådmand og købmand sammesteds, var en købmandssøn fra Lübeck. Moderen hed Karen f. Høy (død 1767). Med en ualmindelig dygtighed og energi drev Hincheldey sin betydelige købmandshandel, og hans virkelyst skaffede ikke alene ham selv en anselig formue, men bevirkede også for hans fødeby en mærkelig opkomst, som imidlertid både kom og svandt med ham. Af sine rige midler købte han ca. 1766 på meget heldige vilkår Kringelborg og Orupgård, som han havde i sinde at supplere til et baroni, hvad han dog ikke nåede. Med bønderne, der tungt følte de falsterske godsers overgang fra staten til de private ejere, og som næppe uden grund holdt ham for en hård herre, stod han i en langvarig strid.
Hincheldey ægtede 1. gang (9. juli 1760) Mette Helene Tersling (død 29. august 1770), 2. gang (22. februar 1775) Laurentia Hoffgaard (8. april 1755 – 5. august 1841), datter af justitsråd og viceborgmester i København Gerhard Hofgaard og Margrethe f. Moss. Hincheldey, der 1784 var blevet udnævnt til justitsråd, døde 7. januar 1793.